# Base aérienne de Kamina
L'aéroport de Kamina  (code OACI : FZSA) est un aéroport de la base militaire situé à 30 km ENE de la ville de Kamina dans la province de Haut-Lomami en République démocratique du Congo.

## Histoire
Il a été construit dans le cadre du concept belge de redoute quasi nationale après la Seconde Guerre mondiale.
En juillet 1948 et vu le contexte de guerre froide, le gouvernement belge chargea le major Emile Janssens de sélectionner un lieu dans la colonie où établir une base aérienne pour l'armée belge. Un plateau proche de Kamina fut finalement retenu, et fin 1953 la base aérienne de Kamina (BAKA) était opérationnelle. Elle comprenait :
- une école de pilotage avancé utilisant des North American T-6 Texan plus, en juillet 1960, une escadrille de 20 Fouga Magister,
- une école technique pour la formation de mécaniciens d'aviation congolais,
- un centre d'entraînement pour les para-commandos (bérets rouges),
- un centre d'instruction pour les miliciens belges résidant dans la colonie[4],[5].

La base a une superficie de 50 000 hectares. En mai 1960 elle abritait le 1er bataillon para, 2 compagnies de marche, une unité de défense d'aérodrome, un détachement de police militaire et des pilotes, soit environ 900 militaires belges. Y étaient basés 20 avions Harvard T6 dont 8 en configuration armée 4KA, 7 Douglas DC3 et 6 Fairchild C-119 Flying Boxcar.
Elle eut un rôle d'importance pendant la Crise congolaise de 1960-1965. C'est de celle-ci que partirent début juillet 1960 les para-commandos chargés de contrer les mutins de la Force publique. En octobre 1960 elle passa sous contrôle de l'ONUC jusqu'en 1963.
En 1970 elle abritait des Mirages 5 et Aermacchi MB-326 des Forces armées zaïroises.
Pendant la guerre civile angolaise la base fut utilisée par les Américains pour fournir de l'aide à l'UNITA.
La base est toujours utilisée par les FARDC, mais on ignore s'il y a encore une activité militaire aérienne.

## Installation
L'aéroport se situe à une altitude de 3 543 pieds (1 080 m) au-dessus du niveau moyen de la mer. Il dispose de deux pistes, chacune avec une surface asphaltée mesurant 2 700 sur 45 mètres (8 858 pi × 148 pi).

## Situation
| Bandundu Basango Mboliasa Bunia Gbadolite Gemena Goma Ilebo Kalemie Kananga Kikwit Kindu Kinshasa-Ndjili Kinshasa-N'Dolo Kisangani Kolwezi Lodja Lubumbashi Matari Matadi Mbandaka Mbuji Mayi Nioki Tshikapa Tshumbe |